# Nathan Goff, Jr.
Pour les articles homonymes, voir Goff.
Nathan Goff, Jr., né le 9 février 1843 à Clarksburg (Virginie-Occidentale) et mort le 24 avril 1920 dans la même ville, est un homme politique américain. Membre du Parti républicain, il est secrétaire à la Marine en 1881 dans l'administration du président Rutherford B. Hayes, représentant de Virginie-Occidentale entre 1883 et 1889 puis sénateur du même État entre 1913 et 1919.

## Sources
- (en) Cet article est partiellement ou en totalité issu de l’article de Wikipédia en anglais intitulé « Nathan Goff Jr. » (voir la liste des auteurs).